# Гольгер Ганссон
Гольгер Ганссон (швед. Holger Hansson, 26 січня 1927, Гетеборг — 17 січня 2014, Гетеборг) — шведський футболіст, що грав на позиції захисника за «Гетеборг», а також національну збірну Швеції.
По завершенні ігрової кар'єри — тренер.

## Клубна кар'єра
У дорослому футболі дебютував 1946 року виступами за «Гетеборг», кольори якого і захищав протягом усієї своєї кар'єри гравця, що тривала шістнадцять років. 1958 року ставав у його складі чемпіоном Швеції.

## Виступи за збірну
1952 року дебютував в офіційних матчах у складі національної збірної Швеції.
У складі збірної ставав бронзовим призером Олімпійських ігор 1952 року в Гельсінкі.
Загалом протягом кар'єри в національній команді, яка тривала 5 років, провів у її формі 9 матчів.

## Кар'єра тренера
Розпочав тренерську кар'єру відразу ж по завершенні кар'єри гравця, 1961 року, очоливши тренерський штаб рідного «Гетеборга».
Згодом двічі, у 1965–1967 та 1970–1972 роках, тренував ГАІС.
Останнім місцем тренерської роботи був клуб «Гетеборг», головним тренером команди якого Гольгер Ганссон був протягом 1974 року.
Помер 17 січня 2014 року на 87-му році життя.

## Титули і досягнення
- Чемпіон Швеції (1):

«Гетеборг»: 1958